# Islas Vírgenes Británicas en los Juegos Olímpicos
Las Islas Vírgenes Británicas en los Juegos Olímpicos están representadas por el Comité Olímpico de las Islas Vírgenes Británicas, creado en 1980 y reconocido por el Comité Olímpico Internacional en 1982.
Ha participado en once ediciones de los Juegos Olímpicos de Verano, su primera presencia tuvo lugar en Los Ángeles 1984. El equipo olímpico no ha obtenido ninguna medalla en las ediciones de verano.
En los Juegos Olímpicos de Invierno las Islas Vírgenes Británicas ha participado en dos ediciones, siendo Sarajevo 1984 su primera aparición en estos Juegos. El equipo olímpico no ha conseguido ninguna medalla en las ediciones de invierno.

## Medallero

### Por edición
| Evento              | Oro | Plata | Bronce | Total |
| ------------------- | --- | ----- | ------ | ----- |
| Los Ángeles 1984    | 0   | 0     | 0      | 0     |
| Seúl 1988           | 0   | 0     | 0      | 0     |
| Barcelona 1992      | 0   | 0     | 0      | 0     |
| Atlanta 1996        | 0   | 0     | 0      | 0     |
| Sídney 2000         | 0   | 0     | 0      | 0     |
| Atenas 2004         | 0   | 0     | 0      | 0     |
| Pekín 2008          | 0   | 0     | 0      | 0     |
| Londres 2012        | 0   | 0     | 0      | 0     |
| Río de Janeiro 2016 | 0   | 0     | 0      | 0     |
| Tokio 2020          | 0   | 0     | 0      | 0     |
| París 2024          | 0   | 0     | 0      | 0     |
| TOTAL               | 0   | 0     | 0      | 0     |

| Evento           | Oro | Plata | Bronce | Total |
| ---------------- | --- | ----- | ------ | ----- |
| Sarajevo 1984    | 0   | 0     | 0      | 0     |
| 1988 – 2010      | –   | –     | –      | –     |
| Sochi 2014       | 0   | 0     | 0      | 0     |
| Pyeongchang 2018 | –   | –     | –      | –     |
| Pekín 2022       | –   | –     | –      | –     |
| TOTAL            | 0   | 0     | 0      | 0     |